# Герб Сатанова
Герб Са́танова — герб селища міського типу Сатанів Городоцького району Хмельницької області. Затверджений 21 лютого 2018р. рішенням №21/26-2018 сесії селищної ради. Автор - П.Б.Войталюк.

## Опис
Щит перетятий срібною хвилястою балкою. У першій лазуровій частині скаче золотий олень із срібними рогами й копитами, справа він супроводжується золотим усміхненим шістнадцятипроменевим сонцем, зліва – золотою шестикутною гранованою зіркою, супроводжуваною знизу таким же напівмісяцем ріжками догори. У другій зеленій частині золотий глечик, із якого витікає срібна вода. Щит вписаний у золотий декоративний картуш і увінчаний срібною міською короною.

## Герб періодуРечі Посполитої

Реставрований герб Сатанова 1641 року

30 березня 1641 року власниця Сатанова Катерина Синявська підвищила статус містечка до рівня міста, а також, зі згоди польського короля, надала поселенню «магдебурзьке право», обумовивши собі право призначати війта (міського начальника) та право остаточного розв'язання всіх судових справ громади . Це було друге надання Сатанову магдебурзького права (перше — 23 листопада 1436 року). В обох цих привілеях опису герба Сатанова немає.
Проте дослідники вважають, що того ж 1641 року з'явився герб Сатанова . На гербі міста був зображений на блакитному тлі олень — символ мисливства .
У збірнику наукових праць «Нові дослідження пам'яток козацької доби в Україні» дано таке обґрунтування дати появи герба. Єдину відому нині сатанівську печатку виявлено в актовій книзі місцевого магістрату, де нею скріплено акт, датований 1730 роком. Ця печатка має круглу форму. По колу вміщено легенду латинською мовою: «Печатка міста Сатанова». Посередині є зображення герба: олень, що скаче в лівий геральдичний бік. Зображення оленя загалом є популярним у геральдиці Речі Посполитої й зокрема українських міст (серед них Нижанковичі, Самбір, Бережани, Товсте). Воно може тлумачитися як символ мисливства (так званий «олень святого Губерта») або ж, як зазначає Олександр Лакієр у праці «Російська геральдика» (1855), як «емблема воїна, від якого тікає ворог», оскільки «олень, як запевняють натуралісти, пахощами своїми проганяє змію» . Друге з наведених тлумачень є безсумнівно доречним для герба міста, яке здавна мало характер оборонної фортеці в прикордонному з Османською імперією Подільському воєводстві. Це навело дослідників на думку про походження цього герба ще з 1641 року, коли магдебурзьке право надавалося Сатанову саме з метою укріплення міста як форпосту.
1793 року, після другого поділу Речі Посполитої, Сатанів увійшов до складу Російської імперії і перебував у її складі до 1917 року. Увесь цей час Сатанів мав статус містечка, тож герб для нього не створювався .

## Радянський герб

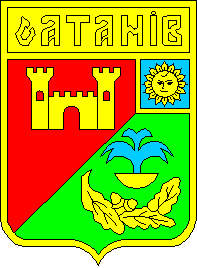
Радянський герб

Герб затверджено 23 червня 1989 року. Автор — Борис Борисович Шулевський.
Щит герба розтято зліва червоним і зеленим. У першій частині розміщено золоту фортечну стіну з баштами — в пам'ять славної історії Сатанова, героїзму та відваги його жителів під час захисту своєї землі. В другій частині розміщено лазуровий фонтан, що б'є з золотої чаші, та золоту дубову гілку. Вони символізують сучасне обличчя селища-курорту з лікувальною мінеральною водою. В золотій главі — напис «САТАНІВ», у вільній лазуровій частині — золоте усміхнене сонце (давній символ Поділля).
Герб Сатанова має спільні риси з радянськими гербами Ярмолинців, Городка та Дунаївців. Це характерний поділ щита, зображення у вільному полі золотого усміхненого сонечка, написи — назви міст. Адже у всіх чотирьох гербів єдиний автор — Борис Шулевський.

## Сучасний герб

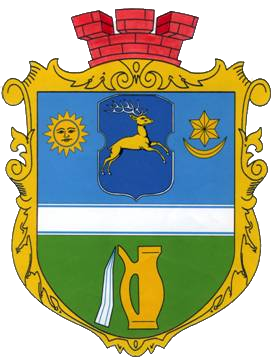
Герб Сатанова 2007 року

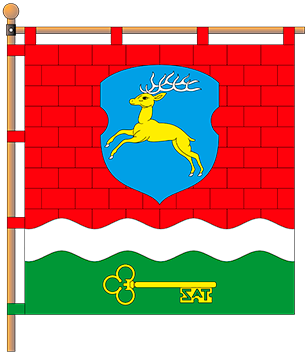
Штандарт Сатанова

2007 року художник Петро Войталюк, автор герба та прапора Городоцького району Хмельницької області, розробив сучасний герб Сатанова, а також штандарт Сатанова. За головний елемент як герба, так і штандарта взято реставрований герб Сатанова 1641 року.
21 лютого 2018 року, на засіданні двадцять шостої сесії Сатанівської селищної ради сьомого скликання, були прийняті зміни до зображення герба та штандарта смт Сатанів. Ці зміни були запропоновані рішенням виконавчого комітету №15/2018 від 15 лютого 2018 року, з метою приведення герба та прапора смт Сатанів до чинних геральдичних вимог.
Так при експертизі були виявлені наступні невідповідності в гербі, до вимог Українського геральдичного товариства:
- корона герба має бути срібного кольору, оскільки червоний колір корони використовується на гербах сіл,
- зображення щита синього кольору має бути видалене, оскільки в геральдиці не можуть використовуватись відтінки і зображення щита призводить до накладення кольорів (синій щит на синьому фоні),
- відповідно до опису герба, зображення оленя, що біжить, має бути повернутим у геральдичний правий бік (лівий від глядача),
- зображення срібної смуги із двома синіми лініями (символ річки) нагадує прапор республіки Ізраїль, тому її запропоновано змінити на срібну хвилясту лінію, що також символізує річку.

Згідно виявлених невідповідностей, автор герба смт Сатанів, Войталюк Петро Броніславович, вніс відповідні корективи, які і були взяті до уваги виконавчим комітетом Сатанівської селищної ради при прийнятті відповідного рішення.